# Fabian Schleusener
Fabian Schleusener (Friburgo in Brisgovia, 24 ottobre 1991) è un calciatore tedesco, attaccante del Karlsruhe.

## Carriera
Ha giocato con vari club nella seconda divisione tedesca.

## Palmarès

### Club

#### Competizioni nazionali
- Campionato tedesco di seconda divisione: 1

Friburgo: 2015-2016